# 張七
張七（1930年6月26日—2013年1月16日），原越南共和國軍後勤部門高級軍官，後轉入國家警察，軍（警）銜准將（訃告上作少將）。

## 生平
1930年6月26日張七出生於越南西南部檳椥的一個富裕家庭。1950年，他畢業於芹苴的法國高中，獲得半部分秀才文憑（第一部分）。

## 流亡
1975年4月30日，張七和他的家人從越南撤離。先定居在美國加利福尼亞州的聖何塞，後來移居佛羅里達州。
2013年1月16日凌晨2時，張七在佛羅里達州聖彼德斯堡逝世。